# Bogumił Karkowski
Bogumił Karkowski (ur. 5 października 1941 w Białej Górze koło Poddębic, zm. 1 czerwca 2004) – polski bibliotekarz i bibliotekoznawca, doktor nauk humanistycznych, wieloletni pracownik Biblioteki Uniwersyteckiej w Łodzi oraz Katedry Bibliotekoznawstwa i Informacji Naukowej Uniwersytetu Łódzkiego.

## Życiorys
Był synem Jana i Anny z domu Pawlak, z zawodu nauczycielki. Szkołę powszechną ukończył w Drwalewie, następnie naukę kontynuował w Liceum Pedagogicznym im. Grzegorza Piramowicza w Łęczycy. Za sprawą nauczycielki tej szkoły Jadwigi Grodzkiej wyniósł z Łęczycy zainteresowania humanistyczne i po maturze (1960) rozpoczął studia z filologii polskiej na Uniwersytecie Łódzkim. Magisterium uzyskał w 1965 na podstawie pracy "Rodzina Połanieckich" i jej recepcja w Polsce w latach 1895–1960, przygotowanej pod kierunkiem profesor Anieli Kowalskiej.
Bezpośrednio po studiach rozpoczął pracę w Bibliotece Uniwersyteckiej w Łodzi, w następujących działach: magazynie, udostępnianiu zbiorów, opracowaniu alfabetycznym, dział gromadzenia, w którym zajął się krajowymi zakupami antykwarycznymi. Jednocześnie przechodził kolejne szczeble hierarchii zawodowej. Przez krótki czas pracował w Oddziale Zbiorów Specjalnych, zajmując się zbiorami kartograficznymi.
W 1975 przeszedł do pierwszej w Polsce, reaktywowanej w tym czasie za sprawą Bolesława Świderskiego, Katedry Bibliotekoznawstwa Uniwersytetu Łódzkiego. Był tam początkowo asystentem, następnie starszym wykładowcą, a po obronie doktoratu – adiunktem. Rozprawę doktorską "Dzieje bibliotek" Joachima Lelewela. Studium bibliologiczne przygotował pod kierunkiem profesora Janusza Kapuścika i obronił w 1992. Wykorzystując przygotowanie pedagogiczne wyniesione z łęczyckiego liceum prowadził jednocześnie zajęcia w kilku szkołach średnich w Łodzi: Zasadniczej Szkole Zawodowej Rzemiosł, Liceum Ogólnokształcącym dla Pracujących, Zaocznym Technikum Kinematograficznym. Był również wykładowcą Instytutu Kształcenia Nauczycieli i Mazowieckiej Wyższej Szkoły Humanistyczno-Społecznej w Łowiczu.
Od 1981 kierował Studium Zaocznym i Podyplomowym Bibliotekoznawstwa Uniwersytetu Łódzkiego, w 2000 zorganizował i również kierował (do lutego 2002) Oddziałem Włocławskim Podyplomowego Studium Bibliotekoznawstwa i Informacji Naukowej Uniwersytetu Łódzkiego. Pod jego kierunkiem powstało ponad 100 prac magisterskich z bibliotekoznawstwa. Specjalizował się w problematyce rzeczowego opracowania zbiorów oraz w zagadnieniach bibliotekarstwa szkolnego i pedagogicznego. Przygotowywał także programy studiów.
Karkowski ogłosił – jako autor, współautor bądź redaktor – wiele publikacji, obejmujących tematykę księgoznawstwa, biografistyki bibliologicznej, teorii bibliotekoznawstwa, kształcenia bibliotekarzy. Był autorem haseł biograficznych w Słowniku pracowników książki polskiej (1972) oraz w jego dwóch suplementach (1986, 2000), uczestniczył wraz z Hanną Tadeusiewicz w pracach redakcyjnych nad drugim suplementem. W dziedzinie badań nad życiem i twórczością Joachima Lelewela był kontynuatorem pracy profesor Heleny Więckowskiej. Od 1991 pełnił funkcję sekretarza redakcji zeszytów naukowych Uniwersytetu Łódzkiego "Folia Librorum". Z publikacji wymienić można m.in. Początki działalności Kasy Przezorności i Pomocy Warszawskich Pracowników Księgarskich ("Księgarz" 1974), O Joachimie Lelewelu łódzki dwugłos (1998), Kształcenie podyplomowe bibliotekarzy a potrzeby społeczeństwa informacyjnego ("Folia Librorum" 1999), Książka, czytelnik i biblioteka szkolna w kręgu zainteresowań studentów bibliotekoznawstwa Uniwersytetu Łódzkiego ("Folia Librorum" 2001). Karkowski pisał także o działalności Katedry Bibliotekoznawstwa i Informacji Naukowej oraz studium podyplomowego. Wspólnie z Jerzym Andrzejewskim przygotowywał wznowienie opracowanego na nowo pięciojęzycznego Podręcznego słownika bibliotekarza (pisał o tym w artykule Słownik bibliotekarza – rozważania przed nowym wydaniem, "Przegląd Biblioteczny", 2003 nr 1/2).
Był członkiem Stowarzyszenia Bibliotekarzy Polskich, Łódzkiego Towarzystwa Przyjaciół Książki, Związku Nauczycielstwa Polskiego, społecznikiem aktywnym w wielu kolegiach i komisjach uniwersyteckich. Wyróżniony kilkakrotnie nagrodami rektora Uniwersytetu Łódzkiego, otrzymał ponadto m.in. Złoty Krzyż Zasługi i medal uczelni "W Służbie Społeczeństwa i Narodu". Jego rozprawa doktorska, opublikowana w 1995 przez Wydawnictwo Uniwersytetu Łódzkiego, została w tymże roku uhonorowana przez Stowarzyszenie Bibliotekarzy Polskich nagrodą naukową im. Adama Łysakowskiego.
Był żonaty, miał córkę. Zmarł po ciężkiej chorobie 1 czerwca 2004, pochowany został na cmentarzu katolickim na Dołach w Łodzi.